# Crillon-le-Brave
Crillon-le-Brave is een gemeente in het Franse departement Vaucluse (regio Provence-Alpes-Côte d'Azur) en telt 398 inwoners (1999). De plaats maakt deel uit van het arrondissement Carpentras.

## Geografie
De oppervlakte van Crillon-le-Brave bedraagt 7,7 km², de bevolkingsdichtheid is 51,7 inwoners per km².
De onderstaande kaart toont de ligging van Crillon-le-Brave met de belangrijkste infrastructuur en aangrenzende gemeenten.

## Demografie
Onderstaande figuur toont het verloop van het inwonertal (bron: INSEE-tellingen).